# Zastavkî, Krasîliv
Zastavkî (în ucraineană Заставки) este o comună în raionul Krasîliv, regiunea Hmelnîțkîi, Ucraina, formată numai din satul de reședință.

## Demografie
Componența lingvistică a comunei Zastavkî
     Ucraineană (99,36%)
     Alte limbi (0,64%)
Conform recensământului din 2001, majoritatea populației comunei Zastavkî era vorbitoare de ucraineană (99,36%), existând în minoritate și vorbitori de alte limbi.